# Изоморфизм групп
Изоморфизм групп — взаимно-однозначное соответствие между элементами двух групп, сохраняющее групповые операции.
Если существует изоморфизм между двумя группами, группы называются изоморфными. С точки зрения теории групп изоморфные группы имеют одни и те же свойства и их можно не различать.

## Определение
Если заданы две группы (G, ∗) и (H, {\displaystyle \circ }).
Изоморфизм групп из (G, ∗) в (H, {\displaystyle \circ }) — это биективный гомоморфизм групп из G в H. 
Другими словами, изоморфизм групп — это биекция {\displaystyle f:G\rightarrow H}, такая, что для любых u и v из G выполняется
{\displaystyle f(u*v)=f(u)\circ f(v)}.

## Замечания
- Две группы (G, ∗) и (H, {\displaystyle \circ }) изоморфны, если существует изоморфизм из одной в другую. Это записывается следующим образом:
{\displaystyle (G,*)\cong (H,\circ )}

Часто используется более короткая и простая запись. Если групповые операции не приводят к двусмысленности, их опускают:
{\displaystyle G\cong H}
(Иногда даже пишут просто G = H. Не приведёт ли такая запись к путанице и двусмысленности, зависит от контекста. Например, употребление знака равно не очень подходит в случае, когда две группы являются подгруппами одной и той же группы.)
- Если H = G и {\displaystyle \circ } = ∗, биекция является автоморфизмом➤.

- Изоморфизм групп можно определить как двусторонний обратимый морфизм в категории групп.

## Примеры
- Группа всех вещественных чисел по сложению, {\displaystyle (\mathbb {R} ,+)}, изоморфна группе всех положительных вещественных чисел по умножению {\displaystyle (\mathbb {R} ^{+},\cdot )}:

{\displaystyle (\mathbb {R} ,+)\cong (\mathbb {R} ^{+},\cdot )}
посредством изоморфизма
{\displaystyle f(x)=e^{x}}
(смотрите экспонента).
- Группа {\displaystyle \mathbb {Z} } целых чисел (по сложению) является подгруппой {\displaystyle \mathbb {R} }, а факторгруппа {\displaystyle \mathbb {R} /\mathbb {Z} } изоморфна группе {\displaystyle S^{1}} комплексных чисел с абсолютной величиной 1 (по умножению):

{\displaystyle (\mathbb {R} /\mathbb {Z} ,+)\cong (S^{1},\cdot )}
Изоморфизм задаётся выражением
{\displaystyle f(x+\mathbb {Z} )=e^{2\pi xi}}
для любого x из {\displaystyle \mathbb {R} }.
- Четверная группа Клейна изоморфна прямому произведению двух копий {\displaystyle \mathbb {Z} _{2}=\mathbb {Z} /2\mathbb {Z} } (см. сравнение по модулю), а следовательно, может быть записана как {\displaystyle \mathbb {Z} _{2}\times \mathbb {Z} _{2}}. Другая запись — Dih2, поскольку она является диэдрической группой.

- Обобщая, для всех нечётных n, группа Dih2n изоморфна прямому произведению Dihn и Z2.

Для некоторых групп можно доказать изоморфизм, исходя из аксиомы выбора, но такое доказательство не показывает, каким образом сконструировать конкретный изоморфизм. Примеры:
- Группа ({\displaystyle \mathbb {R} }, +) изоморфна группе ({\displaystyle \mathbb {C} }, +) всех комплексных чисел по сложению.[1]
- Группа {\displaystyle (\mathbb {C} ^{*},\cdot )} ненулевых комплексных чисел по умножению изоморфна группе S1, упомянутой выше.

### Циклические группы
Если (G, ∗) является бесконечной циклической группой, то (G, ∗) изоморфна целым числам (по сложению). С алгебраической точки зрения это означает, что множество всех целых чисел (по сложению) является единственной бесконечной циклической группой.
Все конечные циклические группы заданного порядка изоморфны {\displaystyle (\mathbb {Z} _{n},+)}.
Пусть G — циклическая группа и n — порядок группы G. G является группой, порождённой элементом {\displaystyle \langle x\rangle =\{e,x,...,x^{n-1}\}}.
Мы покажем, что
{\displaystyle G\cong (\mathbb {Z} _{n},+)}
Определим
{\displaystyle \varphi :G\rightarrow \mathbb {Z} _{n}=\{0,1,...,n-1\}}, так что {\displaystyle \varphi (x^{a})=a}. Ясно, что {\displaystyle \varphi } биективно.
Таким образом,
{\displaystyle \varphi (x^{a}\cdot x^{b})=\varphi (x^{a+b})=a+b=\varphi (x^{a})+\varphi (x^{b})}, что доказывает, что {\displaystyle G\cong (\mathbb {Z} _{n},+)}.

## Свойства
- Ядро изоморфизма из (G, ∗) в (H, {\displaystyle \circ }) всегда равно {eG}, где eG — нейтральный элемент группы (G, ∗)

- Если (G, ∗) изоморфна (H,{\displaystyle \circ }) и если G абелева, то H тоже абелева.

- Если f — изоморфизм между (G, *) и (H, {\displaystyle \circ }), тогда, если a принадлежит G и имеет порядок n, то такой же порядок имеет f(a).

- Если (G, ∗) является локально конечной группой, изоморфной (H, {\displaystyle \circ }), то (H, {\displaystyle \circ }) также локально конечна.

## Следствия
Из определения следует, что любой изоморфизм {\displaystyle f:G\rightarrow H} отображает нейтральный элемент G в нейтральный элемент H,
{\displaystyle f(e_{G})=e_{H}},
откуда следует, что обратные отображаются в обратные,
{\displaystyle f(u^{-1})=\left[f(u)\right]^{-1}}
и n-е степени в n-е степени,
{\displaystyle f(u^{n})=\left[f(u)\right]^{n}}
для всех u из G,
а также что обратное отображение {\displaystyle f^{-1}:H\rightarrow G} тоже является изоморфизмом.
Отношение «изоморфно» удовлетворяет всем аксиомам отношения эквивалентности. Если f является изоморфизмом двух групп G и H, то все утверждения, верные для G, связанные со структурой группы, можно перенести посредством f на такие же утверждения в H, и наоборот.

## Автоморфизмы
Изоморфизм из группы (G, ∗) в себя называется автоморфизмом этой группы. Так как изомофизм {\displaystyle f:G\rightarrow G} биективен,
{\displaystyle f(u)*f(v)=f(u*v)}.
Автоморфизм всегда отображает нейтральный элемент в себя. Образ класса сопряжённости всегда является классом сопряжённости (тем же самым или другим). Образ элемента имеет тот же порядок, что и сам элемент.
Композиция двух автоморфизмов снова является автоморфизмом, и эта операция с множеством всех автоморфизмов группы G, обозначаемая Aut(G), образует группу, группу автоморфизмов G.
Для всех абелевых групп имеется, по меньшей мере, автоморфизм, переводящий элементы группы в их обратные. Однако в группах, где все элементы равны своим обратным, этот автоморфизм является тривиальным, например, в четверной группе Клейна (для этой группы все перестановки трёх, не являющихся нейтральными, элементов группы являются автоморфизмами, так что группа изоморфизмов изоморфна S3 и Dih3).
В Zp для простого числа p, один, не являющийся нейтральным, элемент может быть заменён другим, с соответствующими изменениями в других элементах. Группа автоморфизмов изоморфна Zp − 1. Например, для n = 7, умножение всех элементов Z7 на 3 (по модулю 7), является автоморфизмом порядка 6 в группе автоморфизмов, поскольку 36 ≡ 1 (по модулю 7), а меньшие степени 1 не дают. Таким образом, этот автоморфизм порождает Z6. Имеется ещё один автоморфизм с этим свойством — умножение всех элементов Z7 на 5 (по модулю 7). Таким образом, эти два автоморфизма соответствуют элементам 1 и 5 Z6, в этом порядке или обратном.
Группа автоморфизмов Z6 изоморфна Z2, поскольку только эти два элемента 1 и 5 порождают Z6.
Группа автоморфизмов Z2 × Z2 × Z2 = Dih2 × Z2 имеет порядок 168, что можно показать следующим образом. Все 7 элементов, не являющихся нейтральными, играют одну и ту же роль, так что мы можем выбрать, который играет роль (1,0,0). Любой из оставшихся шести может быть выбран для роли (0,1,0). Эти два определяют, что соответствует (1,1,0). (0,0,1) мы можем выбрать из четырёх, и этот выбор определяет оставшиеся элементы. Таким образом, получим 7 × 6 × 4 = 168 автоморфизмов. Они соответствуют автоморфизмам плоскости Фано, 7 точек которой соответствуют 7 элементам, не являющихся нейтральными. Прямые, соединяющие три точки, соответствуют операции группы: a, b, и c на прямой означают a + b = c, a + c = b, и b + c = a. См. также Полная линейная группа над конечным полем.
Для абелевых групп все автоморфизмы, за исключением тривиального, называются внешними автоморфизмами.
Неабелевы группы имеют нетривиальные внутренние автоморфизмы, и, возможно, внешние автоморфизмы.